# Botrypus lanuginosus
Botrypus lanuginosus là một loài dương xỉ trong họ Ophioglossaceae. Loài này được Wall. ex Hook. & Grev. Holub mô tả khoa học đầu tiên năm 1973.